# Anne de Laval (1385-1466)
Pour les articles homonymes, voir Anne de Laval.
Anne de Laval est née en 1385 et morte le 25 janvier 1466 au château de Laval, comtesse de Laval, baronne de Vitré, vicomtesse de Rennes, de Châtillon, de Gavre, d'Acquigny, d'Aubigné, Courbeveille, dame héritière de Tinténiac, de Bécherel et de Romillé. Héritière de ces titres par la mort successive et accidentelle de ses deux frères, Guy et François.

## Biographie

### Enfance
Anne passe son enfance semble-t-il au château de Laval, qui est la principale résidence de ses parents. On connait peu de choses sur son enfance, et sur son éducation. Elle avait néanmoins dans son entourage, sa cousine Isabelle de Coesmes : pour ce qu'elle estoit jeune… lui fut baillée madame Ysabel de Coïsme, qui estoit de son lignage. Anne grandit en compagnie de son frère et des quatre enfants d'Isabelle de Coesmes, dont Guy Turpin.

### Héritière
Anne devient à la mort de son frère unique l'héritière présomptive de la maison de Laval. Il est donc urgent de la marier. Bertrand de Broussillon indique que c'est le père et non le roi qui choisit Jean de Montfort pour épouser sa fille. Couanier de Launay indique que c'est à la prière du duc (Jean V de Bretagne).
Selon le contrat de mariage, Anne ne devait pas être juridiquement responsable de ses terres. Elle restait juridiquement mineure. Son mariage lui amenait un nouveau protecteur, et époux. Devenu mère, ses enfants ont esté nourriz à Laval.

### GuyXIIIde Laval
Après son mariage, Guy XIII combat pendant la guerre civile entre Armagnacs et Bourguignons dans le parti du Dauphin (futur Charles VII de France). Pendant l'absence de son mari, on trouve près d'Anne de Laval : Jean de la Jaille, gouverneur de son fils, Jean et Macé de Brée, Jean Boyer et Pierre de Meaulne. Ses demoiselles étaient : Marguerite de Villiers, Jeanne de Chaources, Guillemette d'Orange et Isabeau de Quatrebarbes. Il est indiqué, qu'Anne de Laval et Guy XIII se sont bien doulcement gouvernéz ensemble. La mort de Guy XII de Laval en 1412, fait passer Anne au statut d'héritière, et celui de Jean de Montfort de Guy de Gavre à Guy XIII.

### Succession deGuyXIIIde Laval
Guy XIII meurt de la peste à Rhodes à la suite d'un pèlerinage en Terre Sainte. Anne de Laval devient à partir de Pâques 1415, seigneur de Laval. Elle va devoir faire face aux tentatives de prise de contrôle de sa mère et de Raoul IX de Montfort.

### Le mariage avec Guy Turpin
La mariage d'Anne avec Guy Turpin en 1416 n'est pas accepté par sa famille et plus particulièrement sa mère pour plusieurs raisons :
- Guy était cousin issu de germain d'Anne[8]. Il s'agissait donc d'un mariage consanguin condamnable par l’Église, sans dispense de consanguinité[9].
- La condition modeste de Guy Turpin par rapport à la famille de Laval puisqu'il n'amène ni fortune, ni prestige. Jeanne de Laval indique que ceste matière touche grandement l'anneur d'elle, de sa fille et de tout l'ostel de Laval
- Jeanne, sa mère, n'a pas été avertie de ce mariage, pendant qu'elle cherchait un époux à sa fille. Anne reconnaît qu'elle n'a pas averti sa mère : Et selle n'a en ce eu le conseil de sa mère.

```
Eustache de Bauçay
x 
André de Laval

│
├──> 
Jean de Laval-Châtillon

│    │
│    └──> 
Jeanne de Laval-Tinténiac
 
│         │
│         └──> Anne de Laval
│ 
x Guillaume d'Usages
│
├──> Eustache d'Usages 
│    │
│    └──> Isabelle de Coesmes 
│         │
│         └──> Guy Turpin
```

Le mariage est donc l'objet d'une controverse entre Anne et sa mère, dont il reste un procès-verbal dressé devant le Parlement de Paris en février 1417.

Selon Elise James, les faits ne sont pas toujours très clairs : 
Anne partage son pouvoir avec Guy Turpin, qui use du titre de seigneur de Laval pendant un temps.
Guy Turpin use du titre de sire de Laval à plusieurs reprises, et même deux fois en compagnie d'Anne. Il semble donc que leur mariage était considéré. Anne a partagé son pouvoir pendant un temps. Il est également précisé dans la lettre de Charles VI de France au profit des religieuses de l'Abbaye Saint-Antoine-des-Champs et contre Anne de Laval et Guy Turpin que l'an mil CCCC et seize ou environ, lesdites suppliantes firent adjourner ou Chastellet de Paris nostre bien amé Guy Turpin, chevalier et sa femme.
Guy Turpin ne reste pas près d'Anne et se remarie à Agnès Soymans dont il a neuf enfants. Anne ne semble plus revendiquer ce mariage au-delà du procès effectuée par sa mère. À la suite de ce procès, Jeanne ne laisse pas sa fille vaquer seule à son gouvernement mais l'assiste à plusieurs reprises, notamment dans le procès intenté par Raoul IX de Montfort au sujet de la garde des enfants d'Anne de Laval et de Guy XIII. Cette entente n'est pas pour Elise James toujours des plus calme.

### Le sort des enfants
Pour l'Art de vérifier les dates, les enfants, à la mort de leur père en 1414, étaient mineurs, il y a procès pour leur tutelle entre Raoul IX de Montfort, leur aïeul, et Anne, leur mère.
Le 3 juin 1417, Raoul IX de Montfort profitant du grabuge apporté par Anne de Laval, fait valoir ses prétentions à obtenir la garde de ses petits-enfants. Il profite de la discorde de la mère et la fille pour la confusion des dites Anne et Jeanne est bon qu'il ait ladite garde, faisant ainsi courir le risque qu'il les éduque et les marie à sa convenance, ou pire, qu'il récupère leur héritage par leur mort accidentelle car ceulz de Montfort seroient leurs héritiers s'ilz estoient mors.
Jeanne et Anne s'allient alors plus ou moins, contre cette menace commune. La garde des enfants était alors confiée à Jeanne de Laval-Tinténiac et le gouvernement de leurs terres héritées de leur père à Louis de Loigny. Anne est encore alors sous la protection du roi puisqu'elle ne parle pas en son nom propre, mais accompagnée de Guillaume d'Orenge.
Depuis le pourparlé du second mariage, la garde des enfants appartient à Jeanne et c'est à elle avant tout de défendre son statut de tutrice. Anne fait valoir le droit : Dans la coutume d'Anjou et du Maine, un remariage n'empêche pas la garde des enfants, comme le conteste Raoul de Montfort. Les enfants sont d'abord de Laval avant d'être de Bretagne.
Il est précisé que ladicte Anne emploie ce que dit la dicte dame Jehanne. Anne confirme les dires de sa mère, et rajoute que la dicte requeste ne se doit point adrecier contre elle […] n'a mie la puissance ne la garde de ses dits enfans, mais est enfermée par le fait de la dite dame Jehanne, sa mère.
L'affaire est conclue en faveur d'Anne, car la garde fut adjugée à celle-ci (Anne) par sentence de la justice du Mans, dont il y eut appel au Parlement, qui confirma ce jugement par un arrêt de l'an 1417.

### 1417-1420
Anne obtint des lettres de délai d'hommage pour Acquigny en 1417 ; mais il est probable qu'elle fut longtemps sans pouvoir rendre ni hommage ni aveu. Les Anglais, appelés par la faction bourguignonne en 1416, étaient déjà maître de Louviers en 1418.
Raoul IX de Montfort étant mort en 1419, Anne de Laval envoie Thibault Ier de Laval, son cousin, se saisir des châteaux de Montfort et de Gaël. Charles et Guillaume de Montfort, frères de Guy XIII, s'opposent à cette prise de possession, et se viennent assiéger Thibault à Montfort. Pour éviter une guerre, on convint de mettre ces places entre les mains de Jean V de Bretagne, duc de Bretagne. Pour rétablir la paix, Thibault leur consent de donner la vaisselle et le mobilier de leur père. Les frères s'engagèrent ensuite à garder eux-mêmes bien et loyaument les dites ville et chastel, au profit de madame Anne de Laval et de messeigneurs ses enfants à la suite de l'intervention de Jean V de Bretagne.
Henri V d'Angleterre confisqua en 1419 le domaine d'Acquigny à Anne de Laval, restée dans le parti des Français contre les Anglais, et le donna à un de ses partisans : Guillaume le Maréchal.

### Le complot de la maison de Penthièvre
Jean V est enlevé à Champtoceaux en 1420 sur l'ordre de Margot de Clisson (comtesse douairière de Penthièvre), détenu et menacé de mort. La duchesse Jeanne de France convoque aussitôt les États de Bretagne à Vannes. Anne de Laval s'y fait représenter; un grand nombre de seigneurs, parmi lesquels le comte de Gavre, s'engagent par serment à sacrifier leurs biens et à combattre pour la délivrance de leur suzerain. La guerre éclate aussitôt. Le duc retrouve sa liberté à la suite du siège de Champtoceaux.

### Lutte contre les Anglais
En 1417, les Anglais, maîtres de la Normandie, entrèrent dans le Maine, où ils font des ravages. Les principales places de la province étaient en état de défense. Yolande d'Aragon, duchesse consort d'Anjou et comtesse consort du Maine, vint en aide, en permettant à Anne de Laval de prendre les deux tiers de la taille qu'on levait en son nom dans les baronnies de Laval, Mayenne et Château-Gontier. Mais bientôt, réduite à ses seules forces, la comtesse d'Anjou, à l'exemple du duc de Bretagne et avec l'agrément du roi, conclut une trêve avec le roi d'Angleterre.
Anne de Laval, ayant mis des troupes sur pied, défait, en 1422, un de leurs partis, composé de quatorze cents hommes, au lieu-dit la Brossinière.
La plupart des places-fortes furent contraintes de subir le joug des Anglais. Le Mans fut pris deux fois ; Mayenne, Sainte-Suzanne, Saint-Célerin, et d'autres, eurent le même sort : Laval resta la dernière. Anne de Laval se voyant menacée, d'un siège, en 1424 manda tous les nobles qui devaient garde à sa ville, de venir faire le service.
Des lettres de Jean de Lancastre, comte anglais de l'Anjou et du Maine, venaient, le 1er mars 1428, de concéder les baronnir, terre, seigneurie, justice, cens, rentes et autres possessions de Laval-Guyon (détenues par Anne de Laval) à John Talbot, comte de Shrewsbury et de Waterford. La ville de Laval est emportée le 9 mars 1428 (n. st.), et, six jours après, le château fut rendu par capitulation.
Anne de Laval, retirée alors avec Jeanne, sa mère, au château de Vitré, doit payer une somme très considérable pour la rançon d'André de Lohéac, et de la garnison. Cette conquête ne resta pas longtemps entre les mains des Anglais.

#### L'annelet d'or deJeanne d'Arc
En juin 1429, Jeanne d'Arc transmet un « bien petit anneau d'or » à Jeanne de Laval, veuve du connétable Bertrand Du Guesclin et aïeule de la maison de Laval, pour rendre hommage aux combats menés par sa famille contre les Anglais. La Pucelle regrette toutefois de ne pouvoir lui manifester son estime autrement que par ce modeste présent.
Peu de temps après, les seigneurs Guy XIV de Laval et André de Lohéac, fils d'Anne de Laval, rejoignent l'armée royale qui se rassemble à Selles-sur-Cher en vue de reconquérir les places fortes de la Loire avant d'escorter Charles VII jusqu'à Reims afin que le souverain Valois y soit sacré roi de France.
La copie d'une lettre rédigée par les deux frères Laval en date du 8 juin 1429 nous apprend ces détails mais il ne subsiste aucun autre renseignement relatif à l'aspect et au sort de cet annelet d'or.

#### Reprise de Laval
Pour l'Art de vérifier les dates, le jour même de la cérémonie de son sacre (17 juillet 1429), Charles VII, dans un conseil nombreux qu'il tint, érigea la baronnie de Laval en comté, relevant nument du roi, par lettres qui furent vérifiées au parlement le 17 mai 1431.
Ces lettres sont fondées sur les motifs les plus honorables qu'elles énoncent, la grandeur et l'ancienneté de la maison de Laval, son immuable fidélité envers la couronne, les services importants qu'elle lui a rendus, les armées levées à ses dépens pour le besoin de l'État, les pertes qu'elle a essuyées de ses villes et de ses châteaux, etc.
En 1429, les sieurs de la Ferrière et du Bouchet, reprirent sur eux la ville de Laval, le 25 septembre, jour qui sera consacré jusqu'au XVIIIe siècle depuis à une procession annuelle, pour perpétuer la mémoire de cet événement. Le 25 septembre 1429, « par un exploit dont Laval devrait toujours se souvenir », dit l'abbé Angot, avec Raoul du Bouchet, Jean de Champchevrier, Jean de Villiers et une poignée de soldats guidés par le meunier des Trois-Moulins, Jean Fouquet, Bertrand de la Ferrière contribua à la reprise de Laval sur les Anglais.
Lorsque les Anglais furent contraints de quitter la Normandie en 1450, Anne de Laval reprit possession de sa baronnie d'Acquigny. Elle en fit hommage au roi en 1451, et en rendit aveu par lettres datées de Vitré le 4 juin 1455. Les deux baronnies d'Acquigny et de Crèvecœur étaient dès lors réunies en une seule, dont le chef-lieu était Acquigny. L'aveu mentionne les deux châteaux (château d'Acquigny) comme ruinés depuis longtemps par la guerre et déclare perdus la plupart des titres de propriété.
Les revenus fonciers d'Anne de Laval sont diminués pendant cette période, ainsi que pour l'investissement nécessaire à la défense militaire de ses terres.

#### Ravages de la guerre de Cent Ans
L'aveu de 1452 montre les ravages causés par la guerre dans le comté de Laval. On ne connait pas les moyens mis en place pour remettre les terres en état. On sait qu'Anne de Laval soutient des paroissiens pour la reconstruction de l'hôpital Saint-Julien de Laval, en leur fournissant des lettres de sauvegarde datées du 1er octobre 1437, et en indemnisant le chapitre de la Collégiale Sainte-Madeleine de Vitré, le 7 octobre 1457.

### Femme de tête
Elle eut, en 1454, avec Jacques d'Espinay, évêque de Rennes, un démêlé. Après cinq ans de contestations, elle obtint du pape Pie II, une bulle, datée de Mantoue, au mois de janvier 1459 par laquelle ce pontife, pour raison des vexations exercées par l'évêque de Rennes, contre madame Anne, comtesse de Laval, l'exempte, elle, le comte de Laval son fils, et ses autres enfants, leurs serviteurs, domestiques et officiers, de la juridiction dudit évêque, tant qu'il vivra, et les met sous la juridiction immédiate de l'archevêque de Tours.
Tel était le sujet de la querelle : c'était une ancienne coutume qu'à son entrée solennelle dans sa ville épiscopale, l'évêque de Rennes fût porté par quatre barons ; savoir, ceux de Vitré, de la Guerche, de Châteaugiron et d'Aubigné, lesquels, après le festin, avaient droit de prendre son cheval, avec sa vaisselle de cuivre et d'étain. À l'entrée de Jacques d'Espinay, qui se fit le 10 avril 1454, Anne de Laval, comme dame de Vitré et d'Aubigné, avait envoyé deux gentilshommes, pour lui rendre en son nom le devoir accoutumé en pareille cérémonie. Le repas fini, ils voulurent s'emparer du cheval et de la vaisselle de l'évêque. Les gens du prélat s'y opposèrent, et l'on en vint aux coups de part et d'autre : Inde mali labes.

### Autorité seigneuriale
Anne de Laval, mère du comte Guy XIV de Laval, vivait toujours et continuait d'exercer avec son fils, dans ses terres, l'autorité seigneuriale, partageant même avec lui la dignité comtale. Elle usait dans ses terres d'une autorité souveraine :
- On la voit exercer une fois le droit de grâce en faveur d'un malfaiteur condamné par son juge et auquel préférant miséricorde à justice, elle accorda son pardon par des lettres datées du 9 août 1449.
- Bertrand de Broussillon note l'apparition la chancellerie de la maison de Laval des lettres de rémission[36].

Elle mourut le 28 janvier 1466. Anne finit ses jours pleine d'années et de bonnes œuvres au château de Laval, le 28 janvier 1466 (n. st.), dans un âge avancé. Elle laisse un certain nombre de testaments dressés à différentes époques et dont aucun n'est connu.

### Décès
La collégiale Saint-Tugal de Laval, dont elle avait enrichi le chapitre, fut le lieu de sa sépulture. Elle fut enterrée sous une voûte du chœur, dit Charles Maucourt de Bourjolly qui entend par ces mots un caveau Il indique que la sépulture fut faite par Thibault de Luxembourg, évêque du Mans, venu exprès à Laval, et qu'il était assisté des abbés et des premiers nobles de la province. Pour Isidore Boullier, elle est enterrée avec un habillement religieux. Aucun recueil n'a conservé le texte de l'épitaphe placée sur la tombe d'Anne de Laval.

## Famille et descendance
Elle est la fille de Jeanne de Laval-Tinténiac, veuve de Du Guesclin, qui avait épousé en secondes noces le gouverneur de Bretagne et baron de Laval, Guy XII de Laval († 1412). Elle est mariée le 22 janvier 1405 à Jean de Montfort, devenu Guy XIII de Laval, seigneur de Kergorlay, mariage où furent présents plusieurs évêques et les plus grands seigneurs de Bretagne. Jean de Montfort était le descendant d'Isabelle de Lohéac, fille de Guy IX de Laval.
Le mariage fait l'objet d'un contrat, où Jean V de Bretagne donne son consentement. Il est indiqué dans le contrat, qu'il y eut avis et déliberacion du roi de Jérusalem et de Sicile, et donc du comte du Maine, comme du duc de Bretagne et d'autres seigneurs parans et amis charneulx. Le contrat de mariage est passé en présence du duc de Bretagne le 22 janvier 1405 au château de Vitré et homologué par le Parlement de Paris le 15 janvier 1406.
Pierre Le Baud, dans une chronique indique la succession de Guy XII : Le 25 mars 1403, Guy de Laval, fils de Guy XII, fut ensépulturé, auquel an advint par fortune adverse que ledit Guy (déjà fiancé à mademoiselle d'Alencon), ainsi qu'il s'esbatoit au jeu de paulme avec les nobles jouvenceaulx de son aage, comme il entendoit seulement à son jeu, en reculant pour cuider retourner son esteuf, il tumba à la renverse dedans un puits sans marzelle, ny oncques ne purent, ses gens assistans, mettre remède que là il ne perillast ; car il ne vesquit que huit jours après, de laquelle adventure les dits Guy et Jeanne de Laval, ses père et mère, furent oultre mesure dolents, et tout le cours de leur vie en portèrent tristement la souvenance. Cette adventure ainsi advenue, demeura mademoiselle Anne de Laval, sœur dudit Guy de Laval, seule fille desdits Monsieur Guy et Madame Jeanne, leur présomptive héritière, laquelle fut adoncques demandée à femme, de plusieurs grands princes et seigneurs, mesmement de ducs et de comtes du sang de France; mais entre autres la demanda Jean de Montfort Kergorlay, fils de Monsieur Raoul de Montfort, seigneur dudit lieu de Lohéac et de la Roche-Bernard, auquel mesdits seigneurs et dame de Laval enclinèrent leur courage plus qu'à nul autre. Estoient Jean de Montfort et Anne de Laval de même lignage.
Une des conditions du mariage est que les enfants à naître de ce mariage portent les nom et armes de Laval. La même règle s'était déjà appliquée antérieurement lors du mariage d'Emma de Laval avec Mathieu II de Montmorency. Toutefois, Jean de Montfort renonce lui-même de son vivant à son nom pour prendre celui de Guy XIII de Laval, afin d'être associé au pouvoir de son épouse, Anne de Laval.
De ce mariage sont issus :
- Jeanne de Laval, née en 1405[46], morte le 18 décembre 1468, épouse par traité du 24 août 1424 Louis Ier de Bourbon-Vendôme, comte de Vendôme, avec condition, qu'en devenant principale héritière de ses mère, aïeux et frères, le second fils qui sortirait d'elle et du comte de Vendôme, serait tenu de porter le nom et surnom de Laval, et les cris et pleines armes de cette maison, écartelée de celle de France[47].
- Guy XIV de Laval, né en 1406, grand-père d'Anne de Laval, seconde fille de Guy XVI de Laval, qui avait épousé en 1521 François de La Trémoille, bisaïeul d'Henri Ier de La Trémoille, héritier en 1603 du comté de Laval et de la baronnie de Vitré
- André de Lohéac, né en 1408,
- Louis de Laval, né en 1411,
- Catherine de Laval, épouse de Guy III de Chauvigny, vicomte de Brosse, seigneur de Châteauroux.

Elle se remarie au début de l'année 1416 à Guy Turpin. Selon Jeanne de Laval, ce mariage a été fomenté par la mère de Guy, Isabelle de Coesmes, qui faisait partie du proche entourage d'Anne. Contrairement à la volonté de sa mère qui veut la marier à Geoffroy de Malestroit, Anne choisit Guy Turpin, Dit Anne […] que Jehenne a conceu haine pour le mariage fait d'elle et de Turpin, qui est bon chevalier, fort et sage. Pour ce mariage, le roi de France, le duc de Bretagne et le comte de Penthièvre donnent leur agrément. Il en est de même pour le comte du Maine et duc d'Anjou qui indique qu'Anne est subgecte sans moien du roi de Sicile lui a requiz ou à ses officiers qu'elle fust mise en sa main, ce qui fut fait. Il n'en est rien de Jeanne de Laval, sa mère, qui refuse ce mariage, et qui entame une lutte acharnée avec sa fille.